# Habrovka (usedlost)
Habrovka je bývalá usedlost v Praze-Krči, která se nachází mezi ulicemi U Habrovky a K Habrovce v zahradě kostela svatého Františka z Assisi, na území bývalé Dolní Krče.

## Historie
Původně se zde rozkládala vinice, později u ní byla postavena usedlost. Z dvora se dochovala jedna budova stojící nad svahem, část bývalých pozemků užívají zahrádkářské osady.
Kostel
Na začátku 2. světové války byl pro stavbu kostela svatého Františka z Assisi vybrán pozemek usedlosti na Habrovce. Polovinu pozemku daroval dr. Welz, druhou polovinu odkoupil krčský kostelní spolek od Pragovaru. Stavba kostela započala roku 1941.

## Pravidelné akce
V místě Habrovky se každoročně koná hudebně-divadelní Festival Habrovka.